# Lee Smolin
Lee Smolin (New York, 6 giugno 1955) è un fisico teorico statunitense che ha dato notevoli contributi alla teoria quantistica della gravitazione e, in particolare, alla gravità quantistica a loop.

## Biografia
Tra i suoi interessi principali vi sono la cosmologia, la teoria delle particelle elementari, i fondamenti della meccanica quantistica e la biologia teorica. Le sue riflessioni hanno assunto spesso spessore filosofico in direzione di un pluralismo ontologico.
Attualmente (2006) è professore di fisica presso l'Università di Waterloo. È stato tra i fondatori del Perimeter Institute for Theoretical Physics (Waterloo, Ontario).
Presso il grande pubblico è noto come autore di The Life of the Cosmos, Three Roads to Quantum Gravity, e di The Trouble with Physics. In particolare, in quest'ultimo libro tradotto anche in Italia (L'Universo senza Stringhe) pone serie questioni sulla opportunità di insistere su una sola linea di ricerca, appunto la teoria delle stringhe, trascurando alternative ugualmente valide. Gli argomenti di Smolin si estendono anche alla contestazione dei meccanismi accademici di selezione delle ricerche da finanziare, che non consentono ai talenti più visionari di emergere con proposte veramente innovative.
Lee Smolin è ateo, e in La vita del cosmo discute il suo modello di selezione naturale cosmologica. Nello stesso libro Lee Smolin esprime il suo ateismo spinoziano: 
(La vita del cosmo, Einaudi 1998, p.382.)

## Opere
- La vita del cosmo (The Life of the Cosmos, 1997), Collana Biblioteca, Torino, Einaudi, 1998, ISBN 978-88-061-4901-7.
- Three Roads to Quantum Gravity, 2001
- L'universo senza stringhe. Fortuna di una teoria e turbamenti della scienza ('The Trouble with Physics: The Rise of String Theory, the Fall of a Science, and What Comes Next, 2006), traduzione di Simonetta Frediani, Collana Saggi n.888, Torino, Einaudi, 2007, ISBN 978-88-061-7017-2.
- La rinascita del tempo. Dalla crisi della fisica al futuro dell'universo (Time Reborn: From the Crisis in Physics to the Future of the Universe, 2013), traduzione di Simonetta Frediani, Collana Saggi n.947, Torino, Einaudi, 2014, ISBN 978-88-062-0697-0.
- The Singular Universe and the Reality of Time: A Proposal in Natural Philosophy by Lee Smolin and Roberto Mangabeira Unger, Cambridge University Press, 2014, ISBN 978-11-07-074064.
- La rivoluzione incompiuta di Einstein. La ricerca di ciò che c'è al di là dei quanti (Einstein’s Unfinished Revolution: The Search for What Lies Beyond the Quantum, 2019), Collana Saggi, Torino, Einaudi, 2020, ISBN 978-88-062-2034-1.